# Matthew Brittain
Matthew Brittain (* 5. Mai 1987 in Johannesburg) ist ein südafrikanischer Ruderer und Olympiasieger 2012 im Leichtgewichts-Vierer ohne Steuermann.

## Sportliche Karriere
Brittain nahm bereits 2005 an den Junioren-Weltmeisterschaften teil. Seine erste internationale Medaille gewann Brittain 2007, als er zusammen mit James Thompson bei den U23-Weltmeisterschaften die Silbermedaille im Leichtgewichts-Zweier ohne Steuermann erhielt. Beide saßen bei den Ruder-Weltmeisterschaften 2007 im südafrikanischen Leichtgewichts-Vierer ohne Steuermann, mit dem sie den 21. Platz belegten. 2008 gewannen Thompson und Brittain erneut Silber bei den U23-Weltmeisterschaften. 2009 belegte Brittain zusammen mit John Smith im ungesteuerten Leichtgewichts-Zweier den vierten Platz sowohl bei den U23-Weltmeisterschaften als auch bei den Weltmeisterschaften in Posen.
2010 ruderte Brittain im Weltcup im Leichtgewichts-Vierer ohne Steuermann in der Besetzung Andrew Polasek, Lawrence Ndlovu, Thompson und Brittain. Für die Ruder-Weltmeisterschaften 2010 erfolgte eine Umbesetzung: Mit Anthony Paladin, James Thompson, John Smith und Lawrence Ndlovu belegte der südafrikanische Vierer den elften Rang. Ebenfalls den elften Platz belegte der südafrikanische Vierer in der Besetzung Thompson, Brittain, Smith und Paladin bei den Ruder-Weltmeisterschaften 2011. Im Weltcup 2012 trat der südafrikanische Vierer in Luzern in der Besetzung Thompson, Brittain, Smith und Ndlovu an und belegte den zweiten Platz hinter dem chinesischen Vierer, lag aber vor Briten und Dänen. Bei den Olympischen Spielen 2012 erreichten die Chinesen nicht das Finale, der südafrikanische Vierer mit Thompson, Brittain, Smith und Ndlovu gewann olympisches Gold vor den Gastgebern aus Großbritannien und den olympischen Titelverteidigern aus Dänemark. Diese Goldmedaille war die erste olympische Goldmedaille für südafrikanische Ruderer überhaupt und die zweite Medaille nach Bronze im Zweier ohne Steuermann 2004.
Der 1,84 Meter große Brittain rudert für den Sportklub der Universität Pretoria. Sein jüngerer Bruder Lawrence Brittain gewann 2016 die Silbermedaille im Zweier ohne Steuermann.

## Ehrungen
2017 wurde Brittain der Order of Ikhamanga in Silber verliehen.